# Francisco Izkoa
Francisco Javier Izkoa Buruaga (Guecho, Vizcaya, 7 de junio de 1946) es un exfutbolista español que se desempeñaba como guardameta.

## Clubes
| Club          | País   | Año         |
| ------------- | ------ | ----------- |
| Real Zaragoza | España | 1969 - 1971 |
| Granada CF    | España | 1971 - 1982 |